# Манастир Раковац
Манастир Раковац припада Епархији сремској Српске православне цркве. Налази се на северној страни Фрушке горе у Раковцу, 10 km од Новог Сада. Манастирска црква посвећена је св. Козми и Дамјану.

## Историја
На основу легенде сачуване у једном старом спису, Раковац је основао крајем 15. века Рака Милошевић, велики коморник деспота Јована Бранковића, који је на том месту убио јелена. Како се јелен у хришћанству сматра симболом самоће и чистоте монашког позива, Рака је обећао да ће свој грех искупити, тако што ће на том месту изградити манастир. Међутим први званични документ о манастиру Раковац датира из 1546. године када су Турци извршили попис Срема, ради убирања пореза. Током свог постојања манастир је неколико пута био мање или више оштећен, међутим највећу штету претрпео је у Првом светском рату када је опљачкан, и у Другом светском рату. Рату када је минирана црква и звоник јер је у њему откривена партизанска штампарија.
Јеромонах раковачки и "молер" Силвестар оставио је рукопис свог путописа у Свету Земљу и Јерусалим. Калуђер је боравио на том поклоничком путу између 15. јула 1745. године и 3. априла 1746. године. Поред двојице сабраће калуђера раковичких у друштву се део пута (до Солуна) нашао и зограф Христифор Жефаровић.
Барокни звоник подигнут је 1735, тространи конак 1771. Иконостас цркве осликао је Василије Остојић из Новог Сада.
Помињу се 1817. године претплатници забавне књиге Милована Видаковића, калуђери раковачки: игуман Прокопије Болић архимандрит, Синесије Косанић намесник, јеромонах Богомил Ковачевић.
У зиду капеле манастира Раковца, 1893. године, похрањене су кости митрополита београдско-карловачког Вићентија Јовановића, заслугом тадашњег митрополита карловачког и патријарха српског Георгија Бранковића.
Управа манастира је пред Други светски рат поклонила земљиште за дечије опоравилиште, чије је подизање планирало учитељско удружење старопазовачког среза.
Црква Манастира је током 90-их година већим делом обновљена, а 2003. године, захваљујући донацијама, започета је изградња и обнова конака.

## Старешине манастира
- Гаврила Бедов игуманија манастира, (1990—2020).[6]
- Евгеније Пилиповић игуман манастира, (2020—).[7]